# 麻醬麵

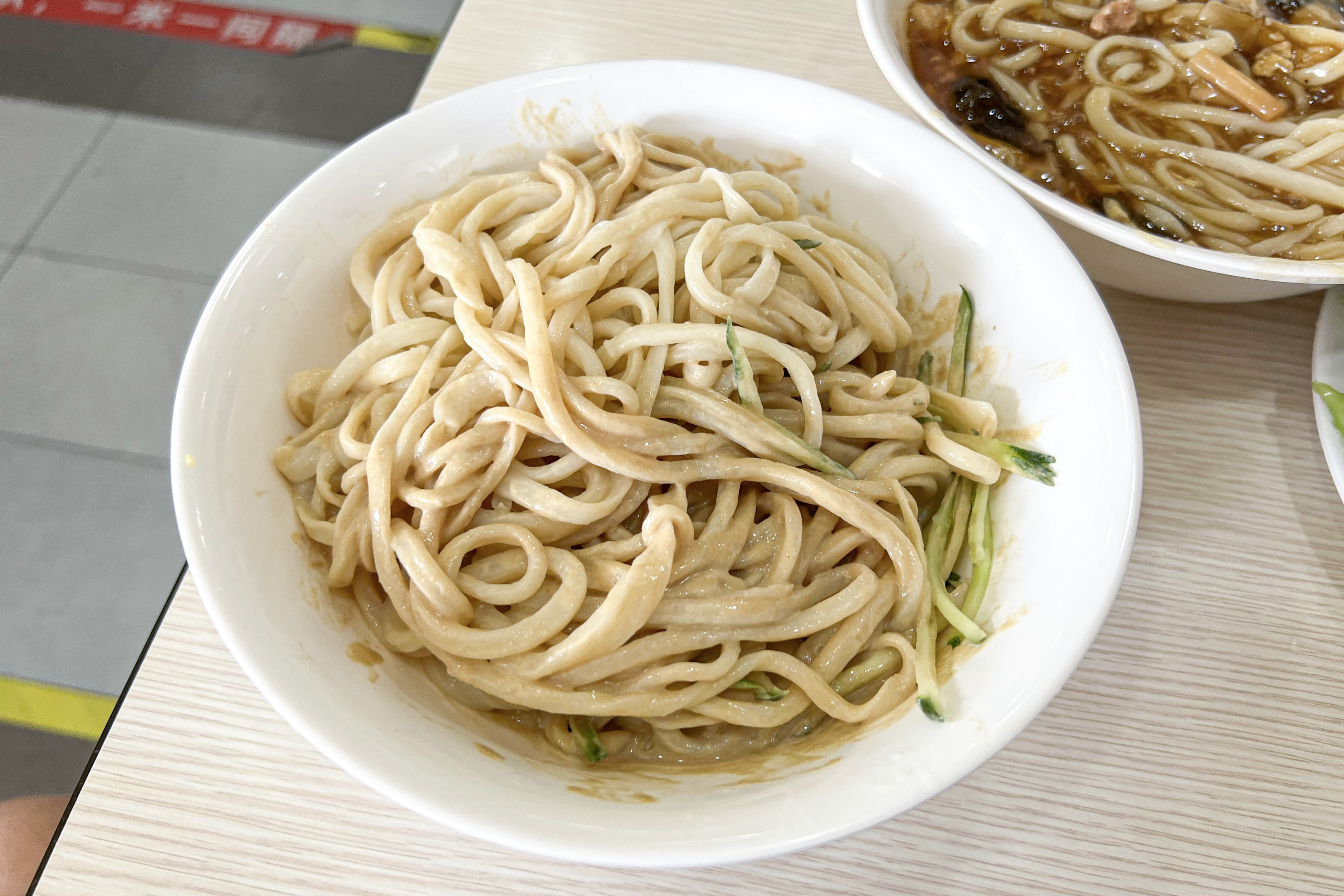
搅拌后的麻酱面

麻醬麵是以芝麻醬、蠔油、醬油、麻油、肉臊等製成醬汁拌麵條的麵類。芝麻醬又稱麻醬，麻醬麵名稱即從芝麻醬而來。麻醬麵是乾拌麵，以麵和醬汁為主，也會加入小黃瓜絲、紅蘿蔔絲、肉燥等配菜一起乾拌（京津地区一般仅以黄瓜丝为菜码）。
麻醬麵也可做為涼麵食用，是許多地區夏天的麵點之一。但因其中醬汁的份量較多，而醬汁熱量也較高，因此麻醬麵的熱量不低，約有500大卡。
麻醬麵和炸醬麵類似，都是醬汁和麵條為主，不過炸醬麵中的炸醬會有肉末或肉丁以及豆干，此部份和麻醬麵的醬不同。